# روبرت إي. إنجلاند
روبرت إي. إنجلاند (بالإنجليزية: Robert E. England)‏ هو عالم سياسة أمريكي، ولد في القرن العشرين.